# Бело-голубая керамика

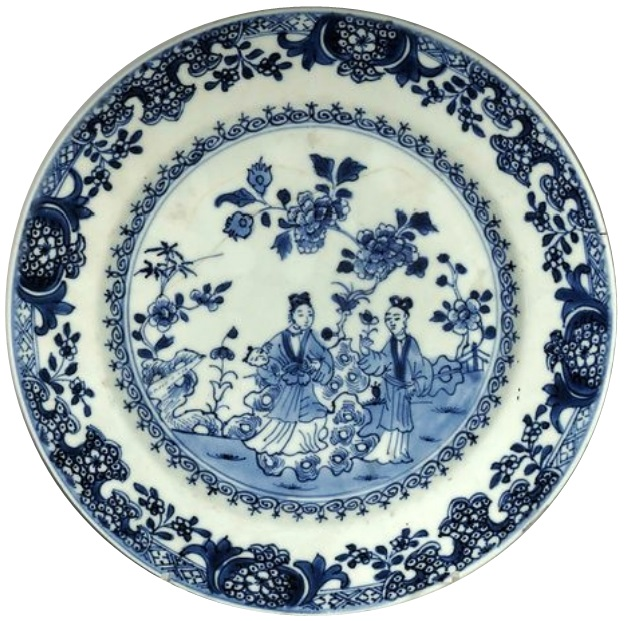
Тарелка периода империи Цин. XVIII век. Национальный музей (Варшава), Польша

Бело-голубая керамика (кит. 青花 — «синие цветы, узоры», англ. blue and white pottery — бело-голубая посуда) — разновидность искусства вазописи. Изделия из керамики, фаянса, фарфора с голубой (синей) росписью, обычно подглазурной, при которой мастер пишет по поверхности предварительно обожжённого изделия (так называемый утильный обжиг, или по «по-сырому» слою белой оловянной глазури как в итальянской майолике), а затем, поверх росписи, изделие покрывают прозрачным слоем блестящей свинцовой глазури, с последующим обжигом около 1000 °С.
Характерный синий цвет даёт оксид кобальта — краска, которая долгое время в истории керамики, до разработки широкой палитры полихромной росписи в Германии в первой четверти XVIII века, оставалась единственным пигментом, невыгорающим при обжиге. Отсюда характерный колорит бело-синей росписи, который долгое время сопутствовал истории расписной керамики (итал. a berettino — по синему; итал. sopra azurro — на голубом), а также названия: «синий кобальт», «цветущий кобальт».
Oкисью кобальта вначале расписывали свои изделия китайские мастера, позднее они стали добавлять чёрную, жёлтую, зелёную, розовую краски, и только в 1720-х годах заимствовали у европейцев посредством голландских торговцев рецепты других «обжигающихся красок». Роспись синим кобальтом использовали голландские мастера делфтских фаянсов, испано-мавританской керамики, подмосковной Гжели, французских фаянсовых изделий из Руана.
Своим распространением голубой декор обязан иракским мастерам, в частности мастерских Басры. Однако в течение IX века импорт керамической продукции в Ирак шёл именно из Китая. В IX веке Ирак становится крупнейшим центром распространения фаянсовых изделий с кобальтовой росписью.

## История

### Династии Тан и Сун
Несмотря на то, что сильное распространение этот вид керамических изделий получил в XIV веке уже в IX веке во время правления династии Мин воспроизводились первые образцы схожей продукции. Благодаря археологическим раскопкам в районе провинции Хэнань на территории работы печей Гунъи обнаружены осколки бело-голубой керамики. Эти осколки не были фарфоровыми, а скорее глиняными, покрашенными голубым пигментом. До времени правления династии Сун кобальт иногда использовался в качестве вспомогательного материала, но не имел широкого распространения.

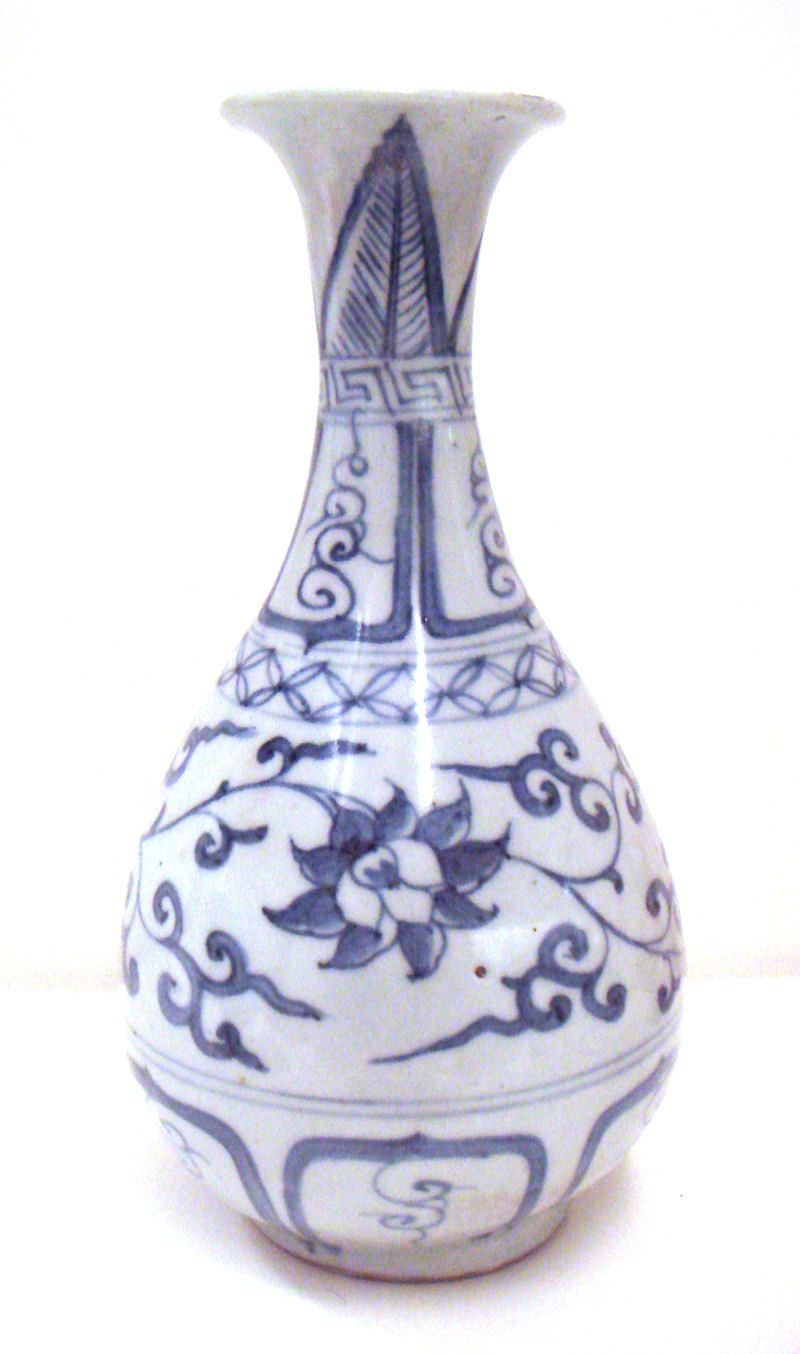
Первая половина XIV века, Цзиндэчжэнь.
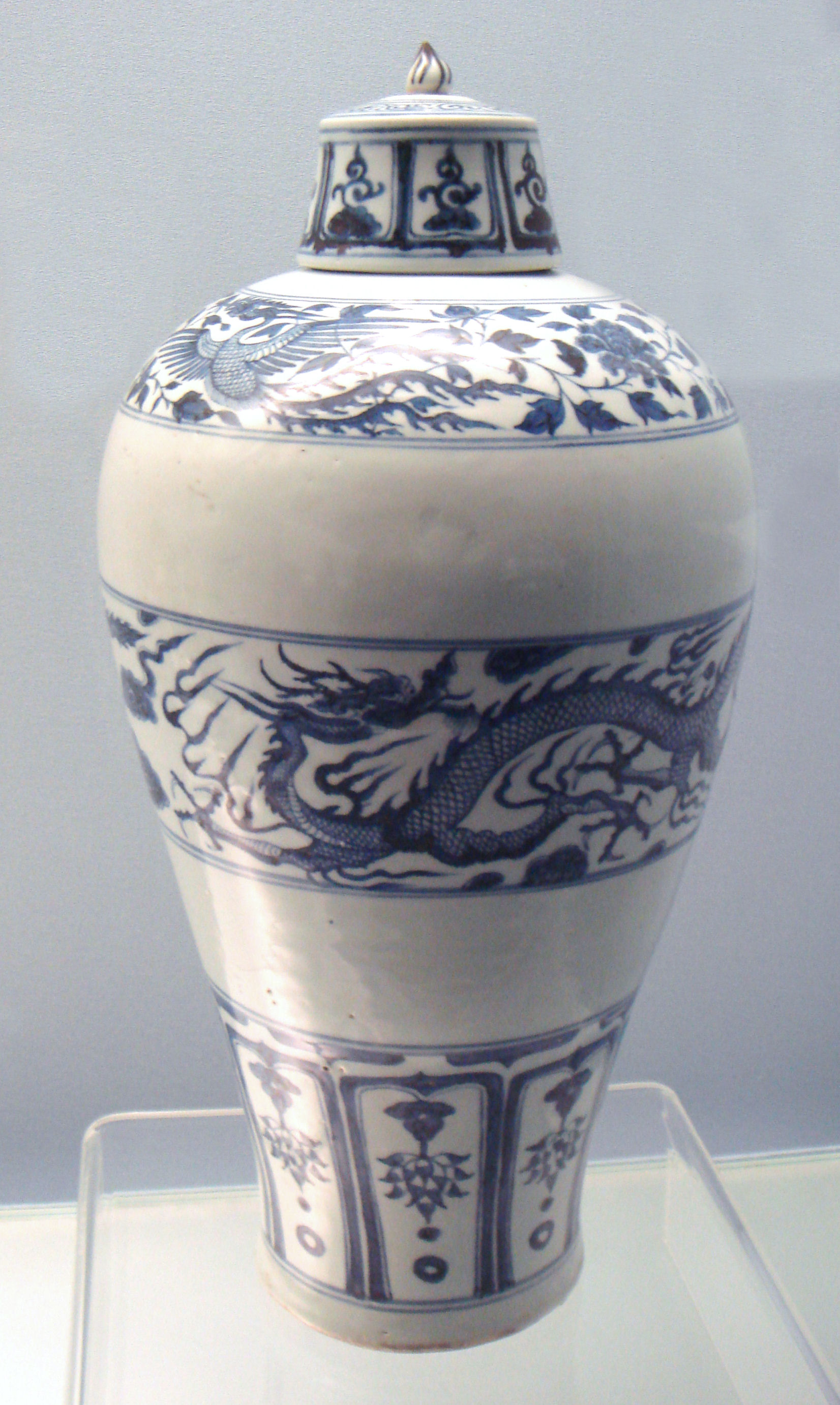
Династия Юань (1271-1368), Цзиндэчжэнь, найдена в провинции Цзянси.
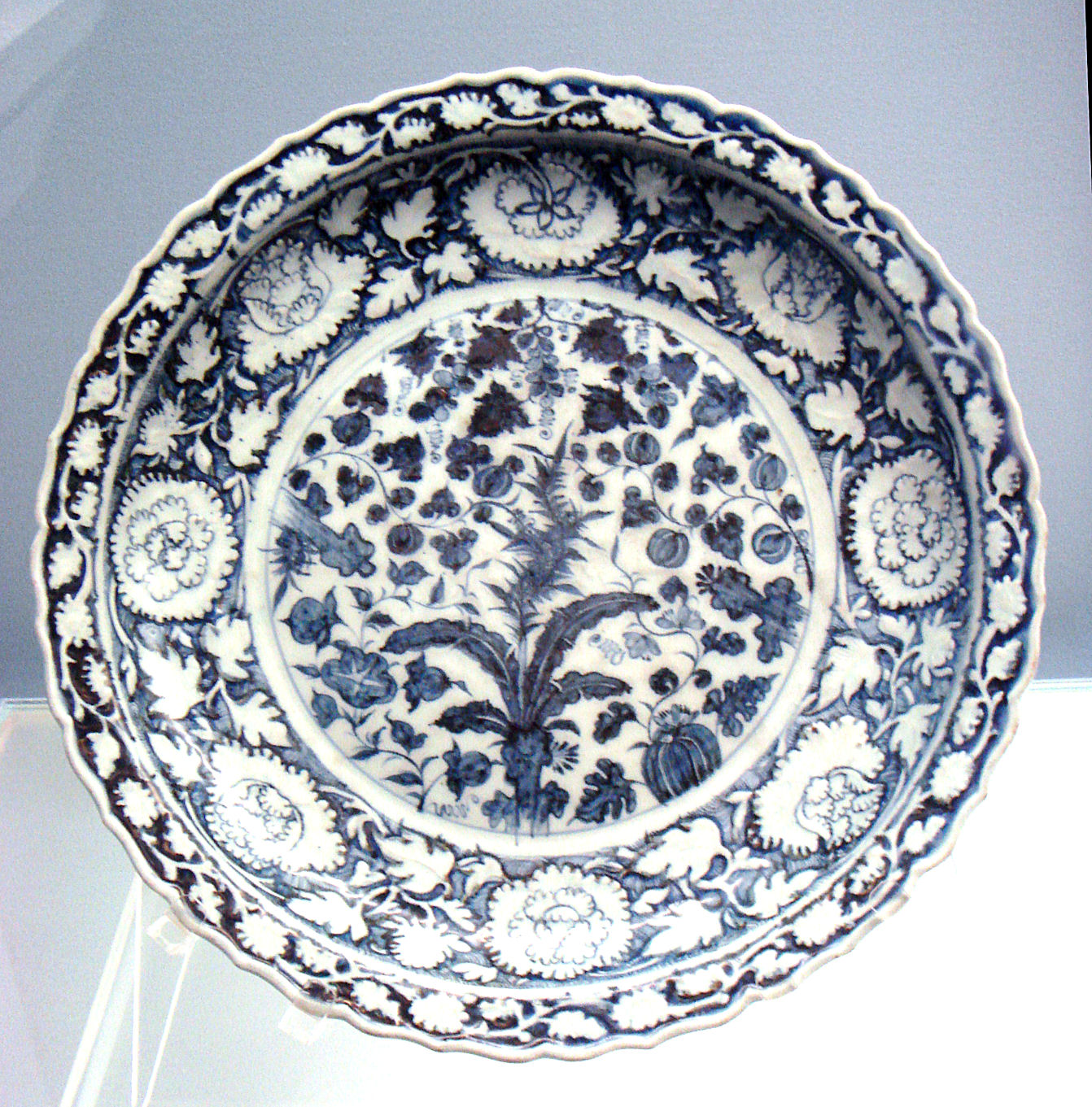
Цзиндэчжэнь, Династия Юань (1271-1368).
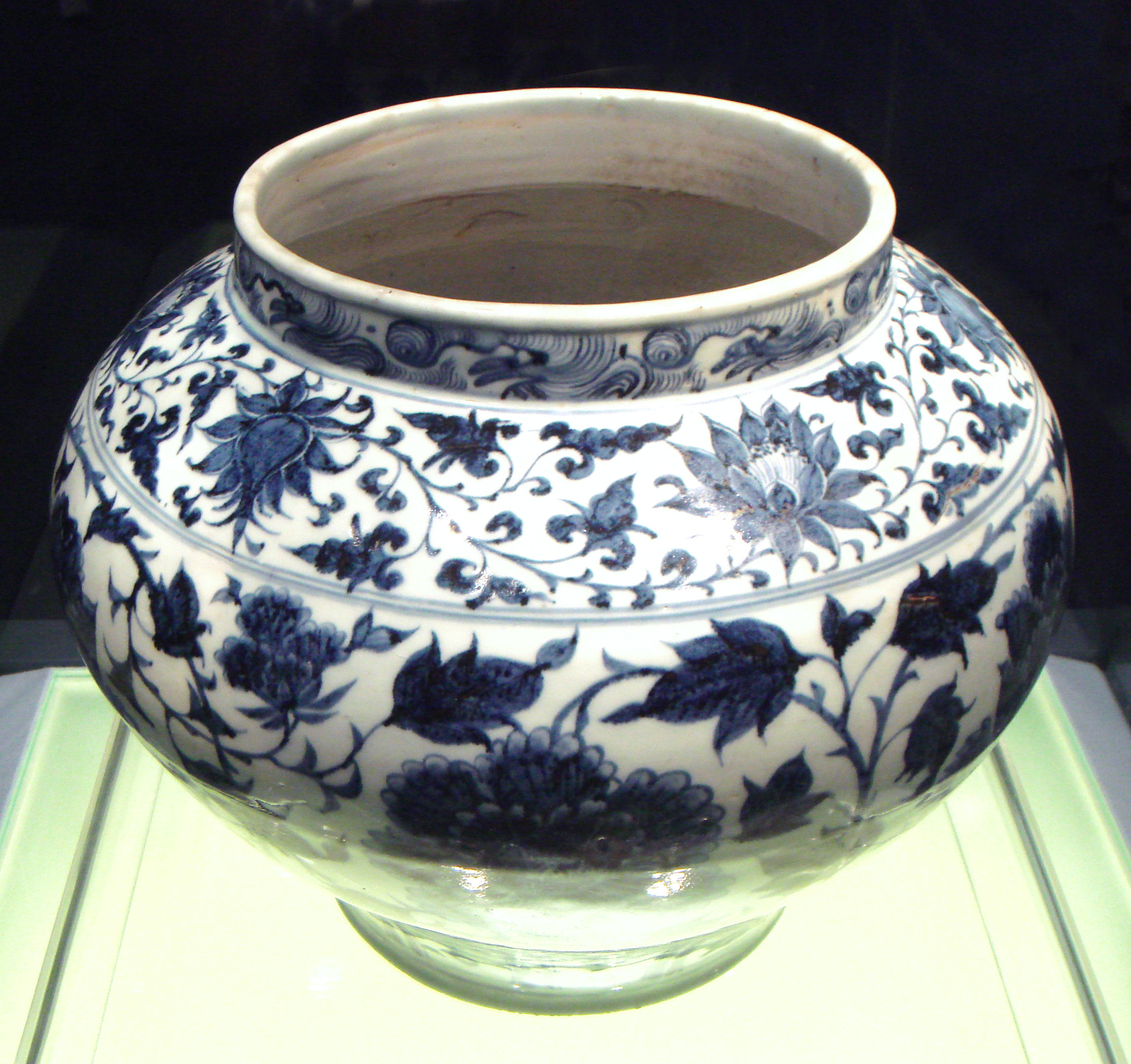
Цзиндэчжэнь, Династия Юань (1271-1368).

### Династия Юань
Полное утверждение кобальтовых росписей в фарфоровом производстве произошло только при династии Юань. Цзиндэчжэнь окончательно становится ведущим производственным центром фарфора: при Мин и при Цин в нём выпускалось до 80 % от общего числа национальных фарфоровых изделий. Также при династии Юань происходит создание определённых категорий и форм предметов: блюда, чаши, вазы-гуанъ, бутыли с грушевидным (в форме тыквы-горлянки) туловом. Подлинных предметов эпохи Юань осталось немного.

### Династия Мин

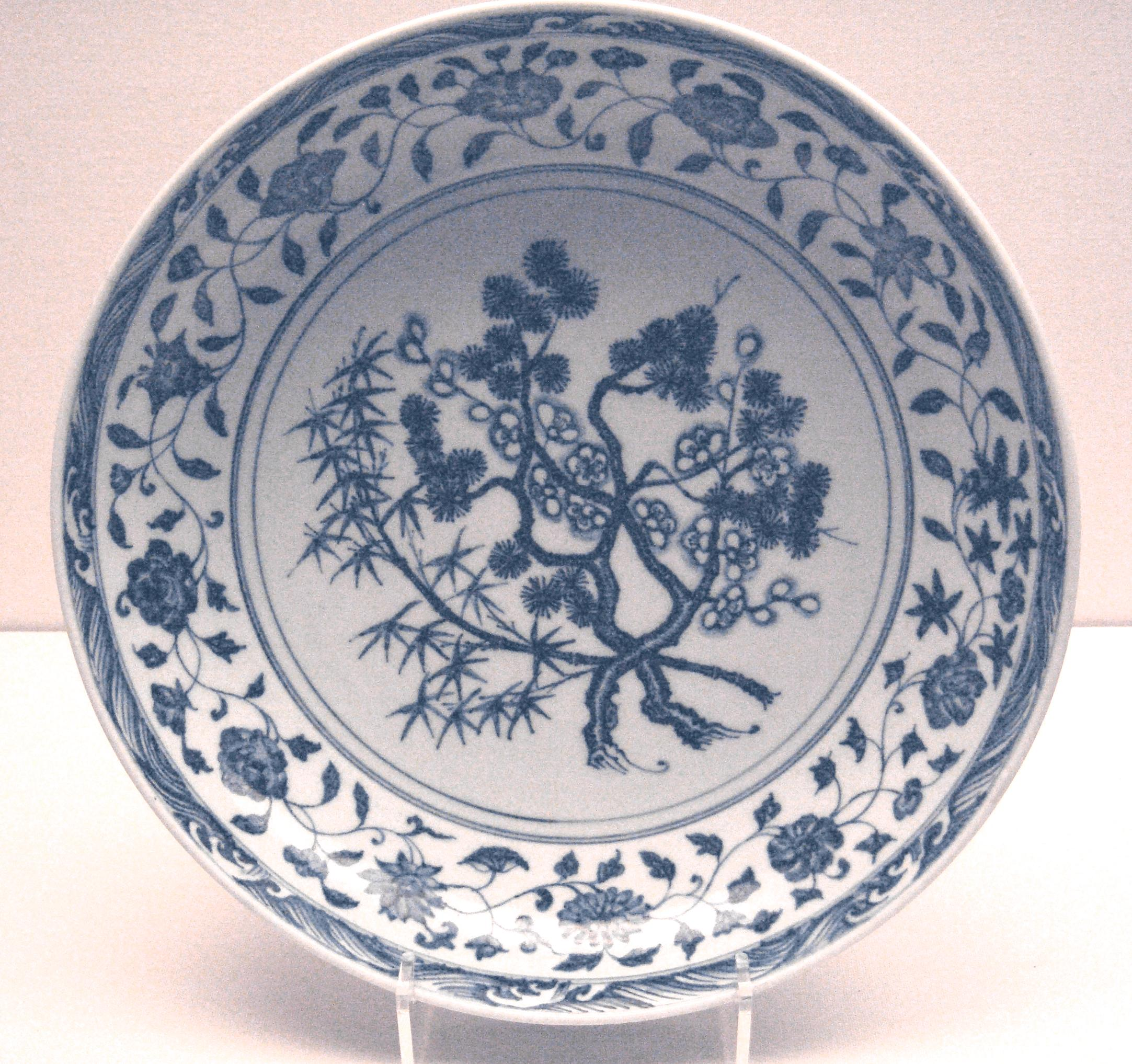
«Три приятеля холодного сезона», Музей азиатского искусства (Берлин), Берлин, Германия.

В 1368 году после сложного периода гражданской войны династия Мин захватила власть в Нанкине — городе, расположенном в южной части Китая, и сделала его своей столицей. Нанкин был столицей Поднебесной вплоть до 1420 года, когда третий император династии Мин переехал в Пекин. Представители династии Мин не закрыли производство бело-голубой керамики, установив свой контроль и специализировав разные виды продукции, предназначенные для религиозных ритуалов и повседневного использования.
Яркий пример типичного декора этой эпохи — небольшая ваза, декорированная росписью голубого кобальта, под названием: «Три приятеля холодного сезона». На этой чаше изображены три вида растений — сосна, бамбук и цветущая слива. Данные орнаменты весьма характерны для керамики этого типа. Широкое распространение получили сочетания цветочных узоров с изображениями драконов, ставших особенно популярными во время минского правления.
Для минской эпохи наиболее примечательно региональное производство кобальтовой расписной керамики, но на уровне частных мастерских, которые располагались в провинции Сычуань. Нельзя сказать, что первые императоры минской династии Хунъу и Юнлэ были активными сподвижниками производства бело-голубой фарфоровой и керамической продукции, но уже в эпоху императора Сюаньдэ наметилась другая тенденция. Бело-голубая продукция XVI века характеризовалась большим исламским влиянием, в период правления императора Чжэндэ на изделиях часто присутствовала арабская каллиграфия. Огромное количество керамической продукции экспортировалось на рынки юго-восточной Азии.

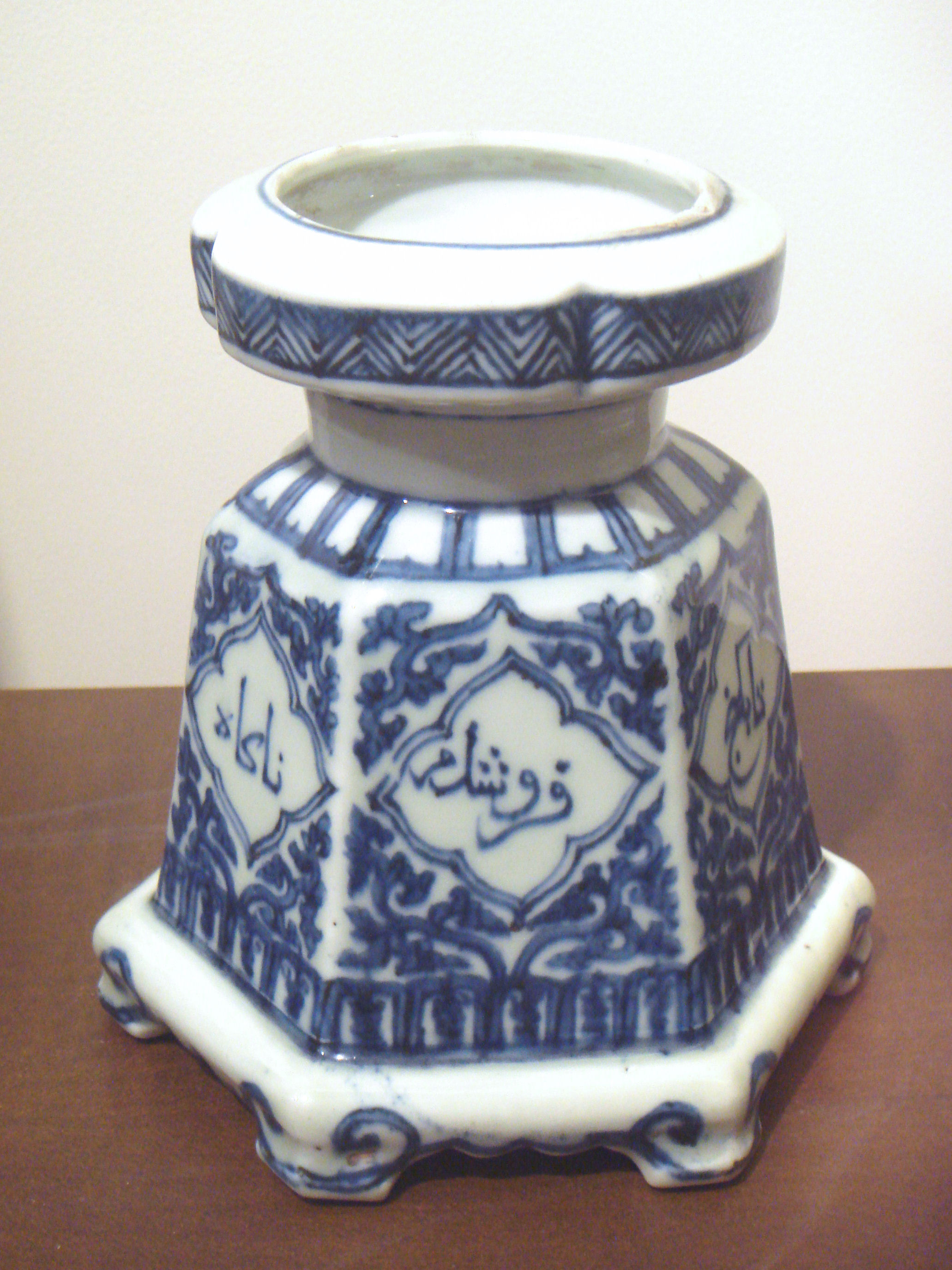
Правление императора Чжэндэ (1506-1521)
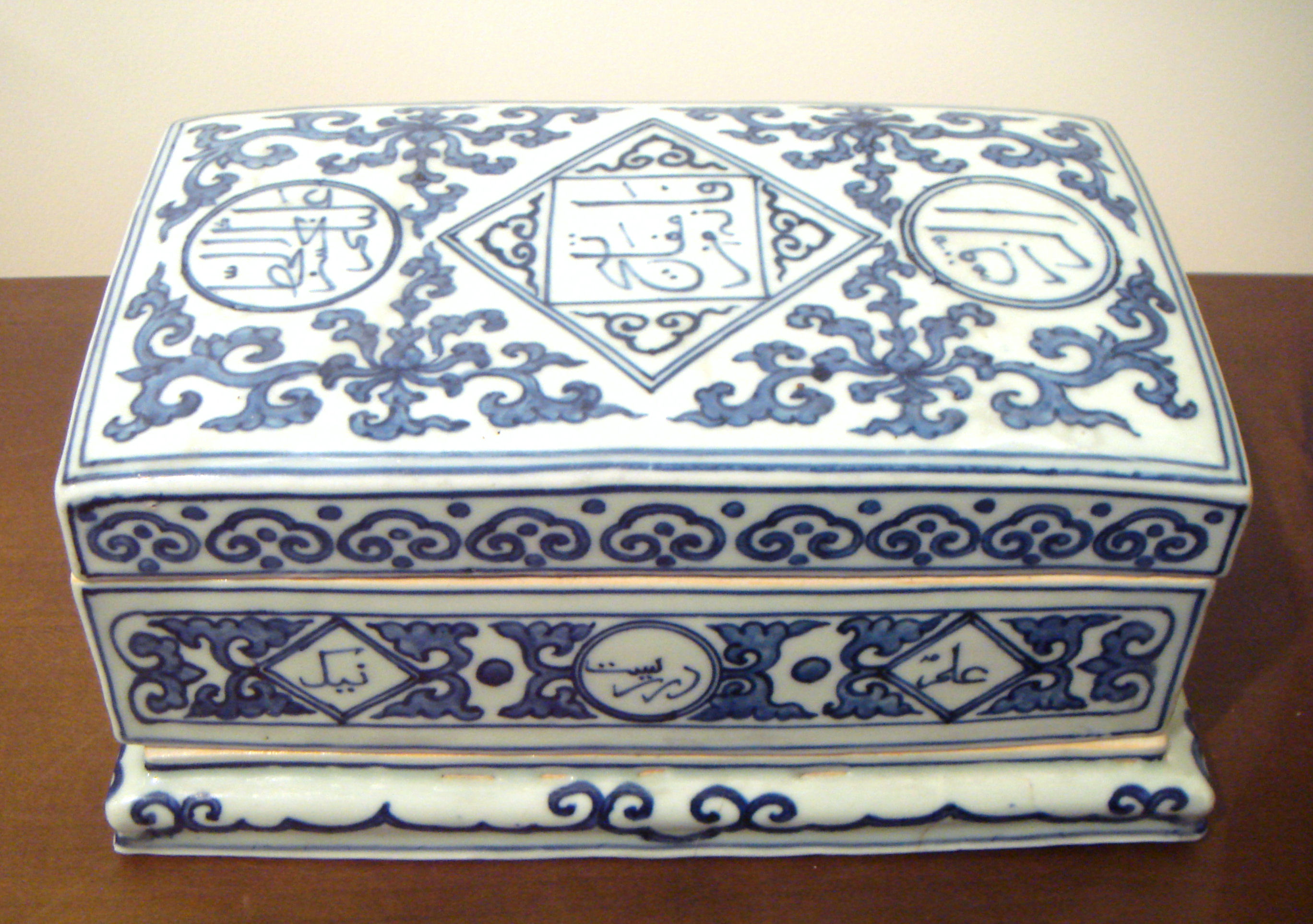
Правление императора Чжэндэ (1506-1521)
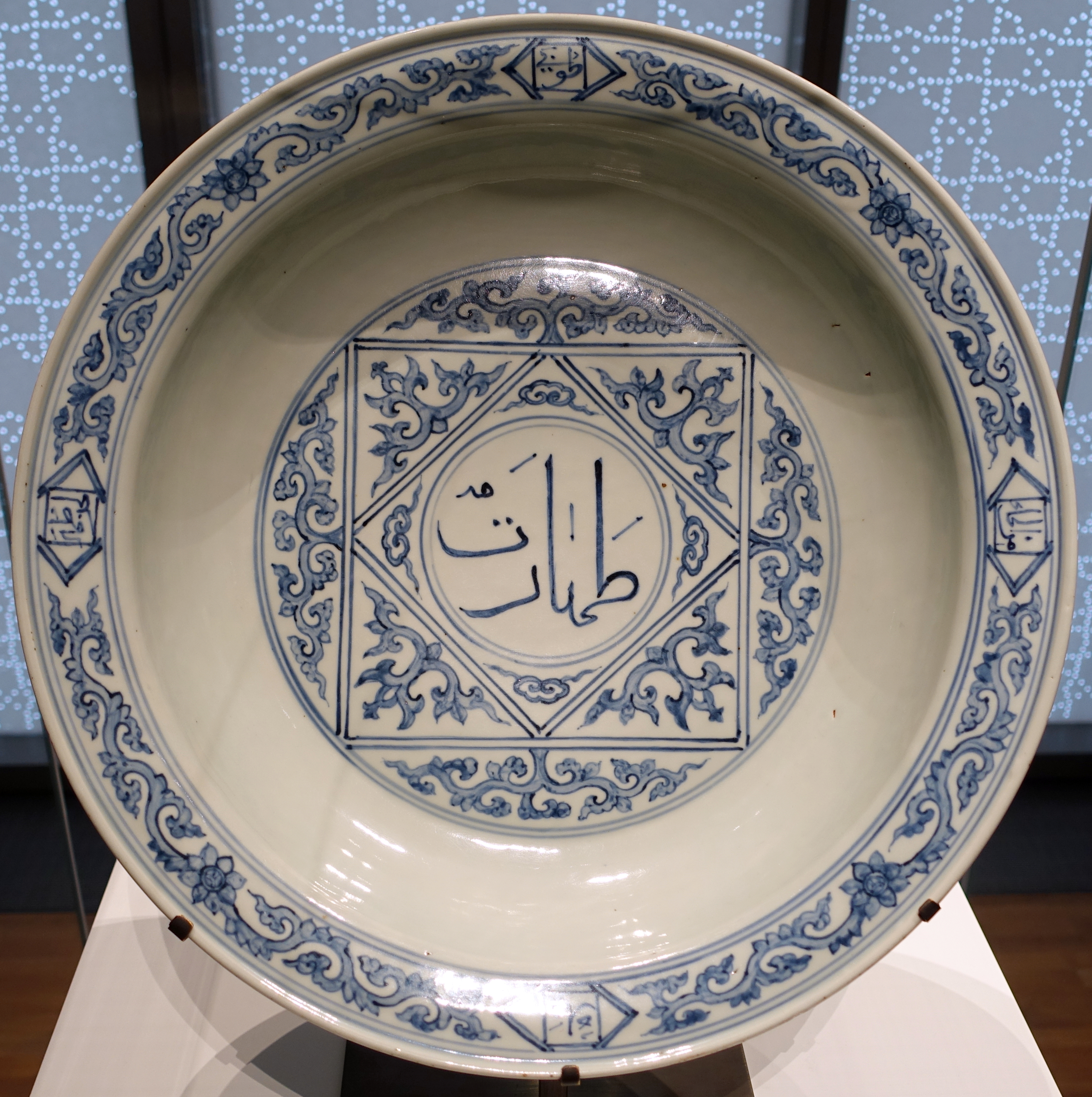
Чаша с сулюсом Тахарат (чистота). Правление императора Чжэндэ
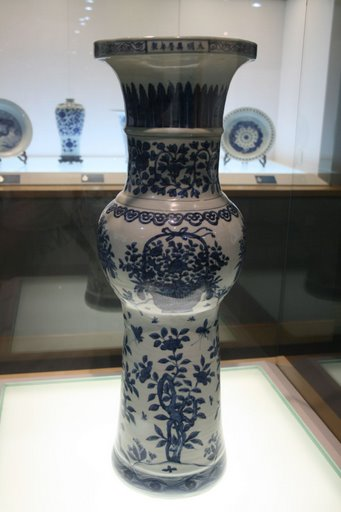
Правление императора Ваньли (1573-1620)
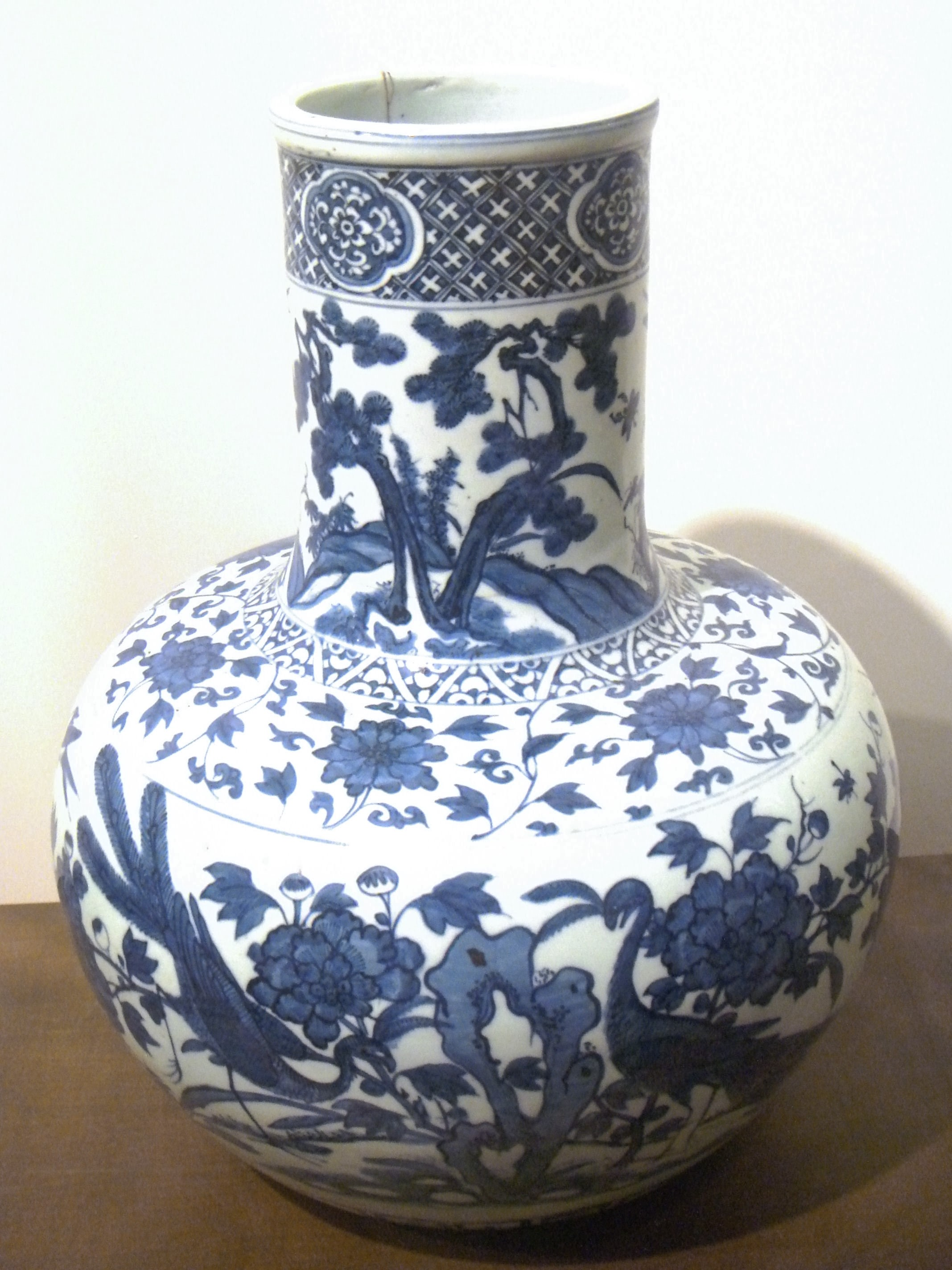
Правление императора Ваньли (1573-1620)
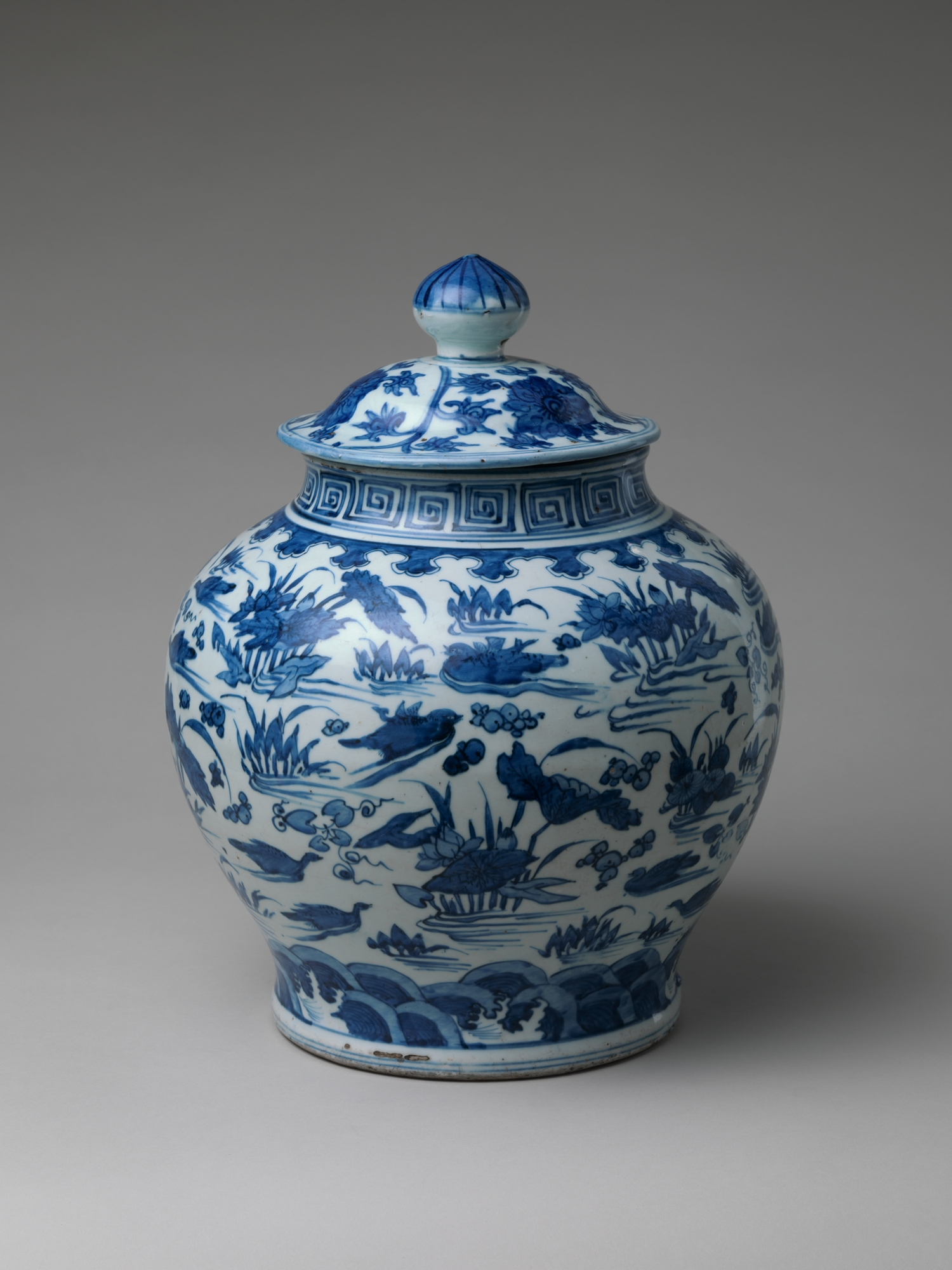
Начало XVI века, Цзиндэчжэнь.

### XVII век
В течение XVII века продукция, созданная в Китае, активно экспортировалась на европейские рынки. Началось возникновение созвучия в китайской и европейской символике, использовавшейся при оформлении изделий. В 1640-х годах с приходом Маньчжурской династии было уничтожено огромное количество фабрик по производству керамических и фарфоровых изделий, в 1656—1684 годах с приходом династии Цин торговля прекратилась. Многие китайские беженцы продолжали развивать производство в Японии в мастерских в городе Арита, но экспорт фарфора из Японии шёл в небольших объемах. Сейчас считается, что именно в Арите зародилось производство японского фарфора. Постепенно китайские фабрики были восстановлены, и в 1740 годах японский экспорт фарфора прекратился.

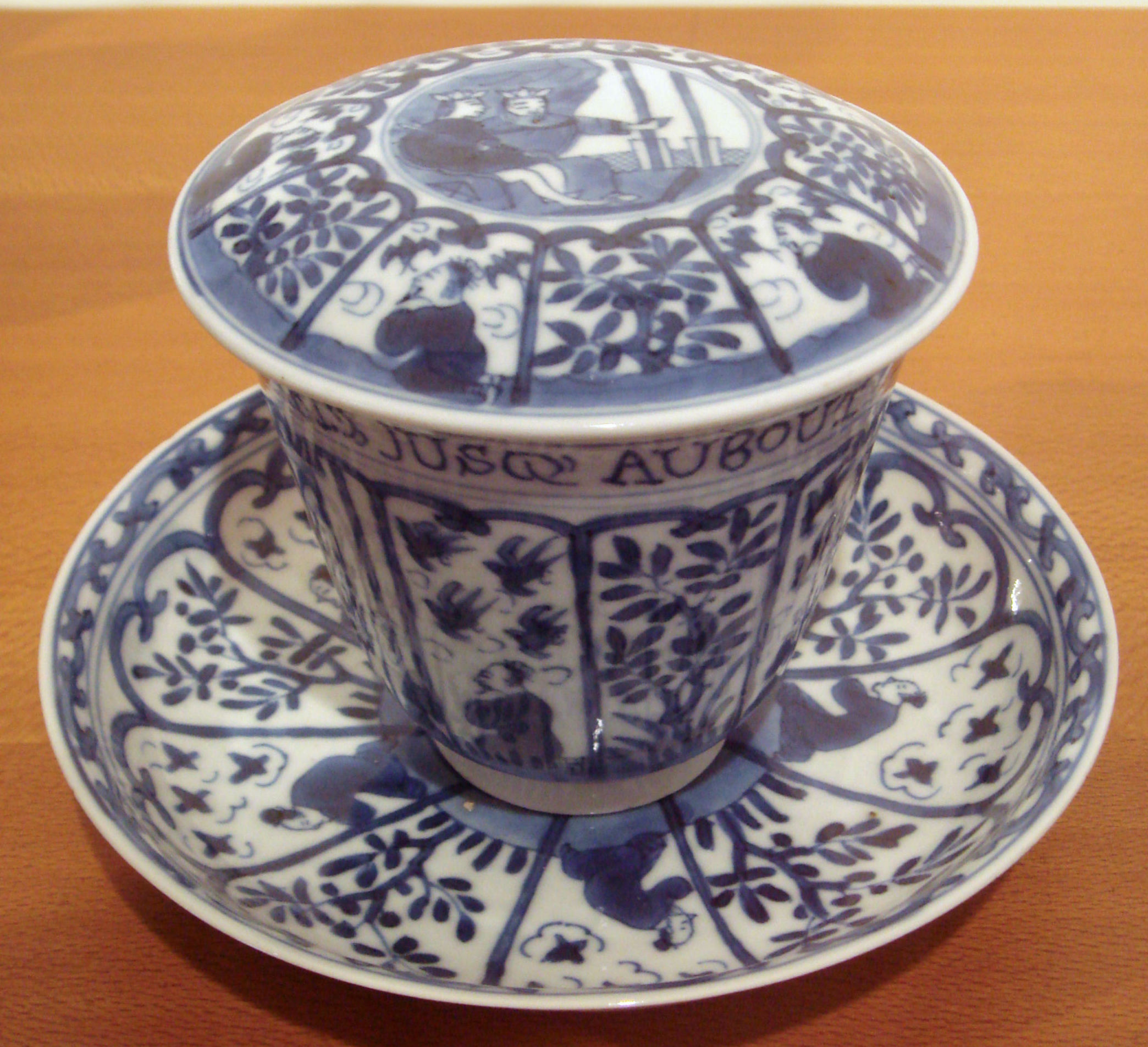
Империя Цин, правление императора Канси (1690-1700).
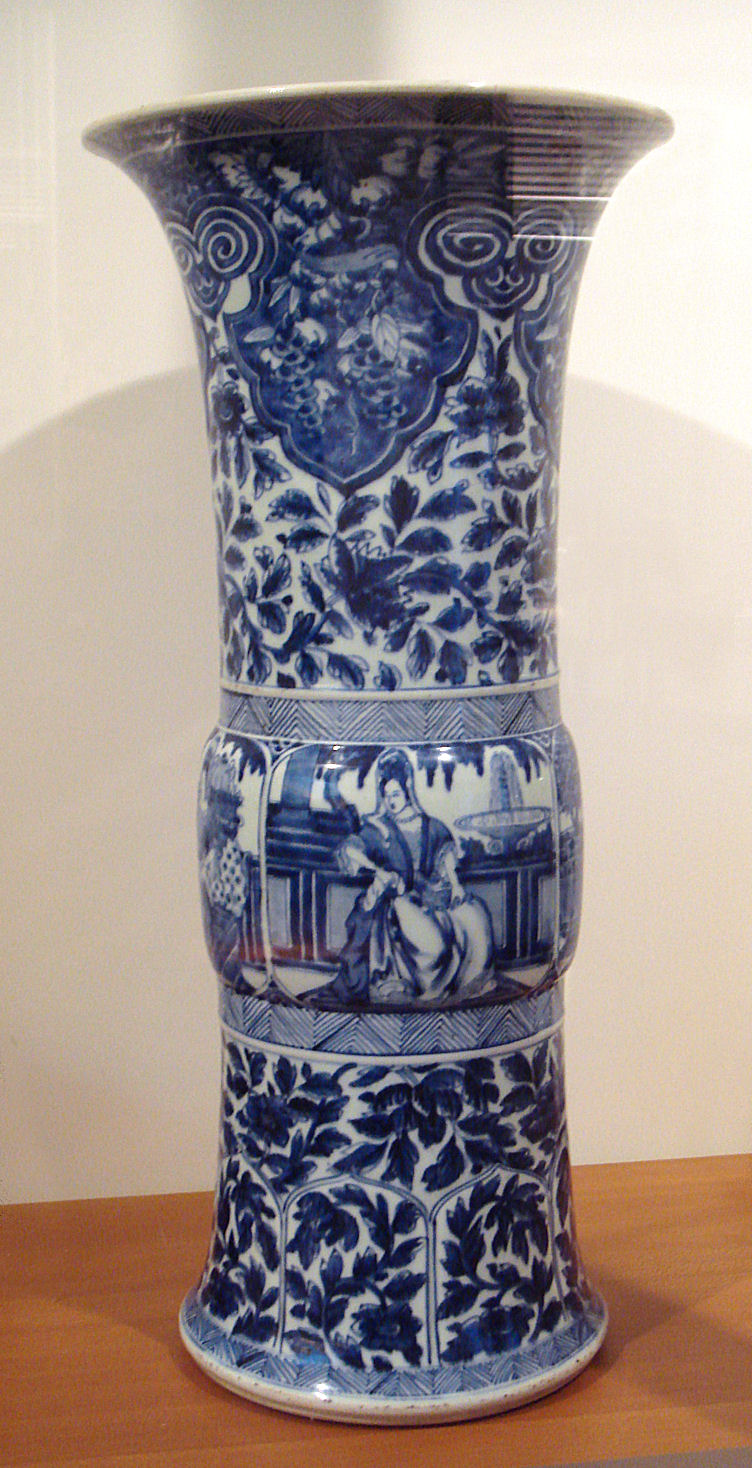
Экспортный фарфор с европейскими сценами, Империя Цин, правление императора Канси (1690-1700).
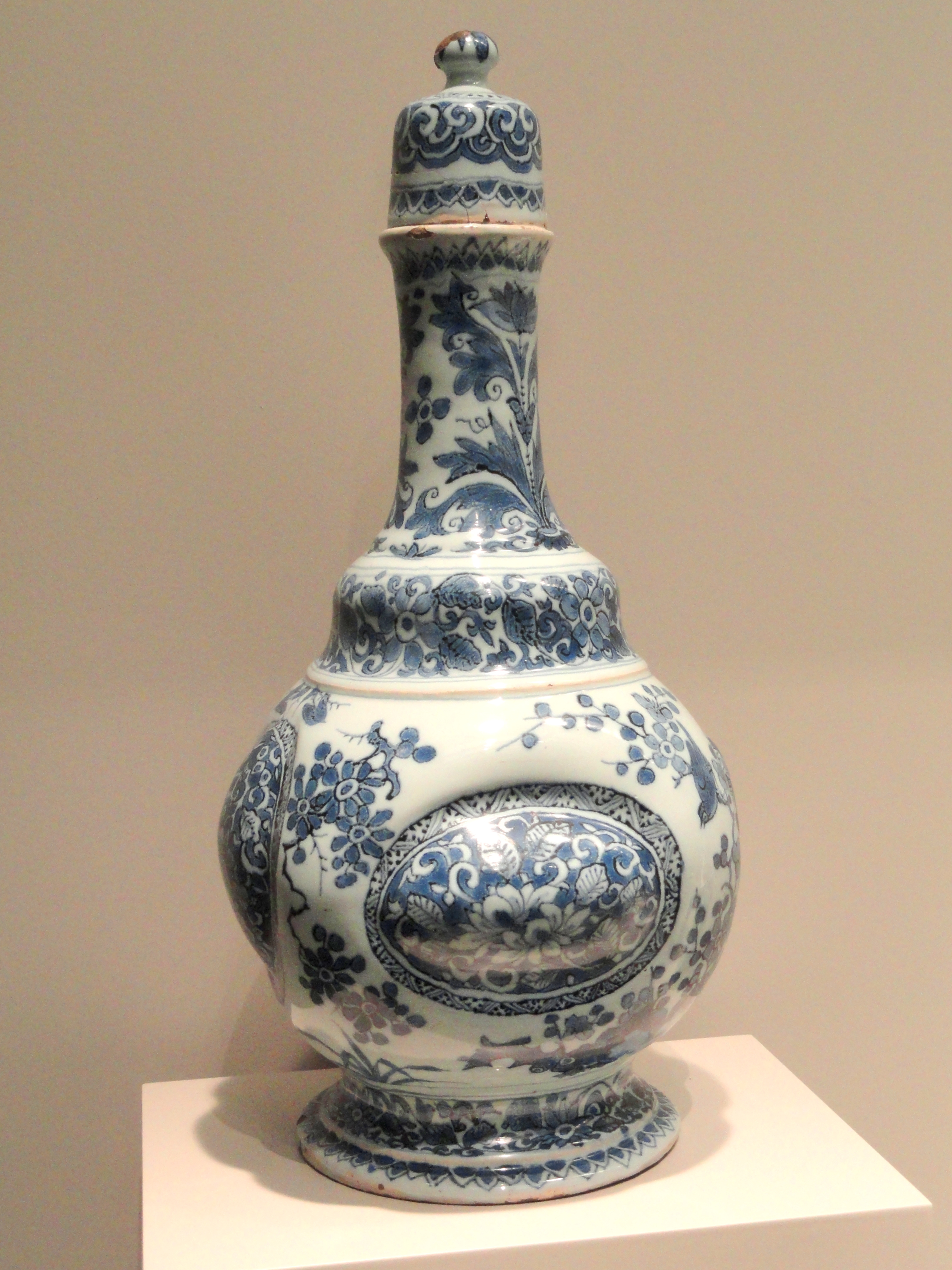
Делфтский фаянс, ок. 1675 год. Нидерланды

### XVIII век
В XVIII веке продолжился выпуск китайской керамической продукции для европейских рынков. В Европе постепенно начинает создаваться массовое производство керамической продукции, базировавшийся на переносе техник и особенностей китайского мастерства, и постепенно количество поставляемой продукции на Европейские рынки из Китая снижается.

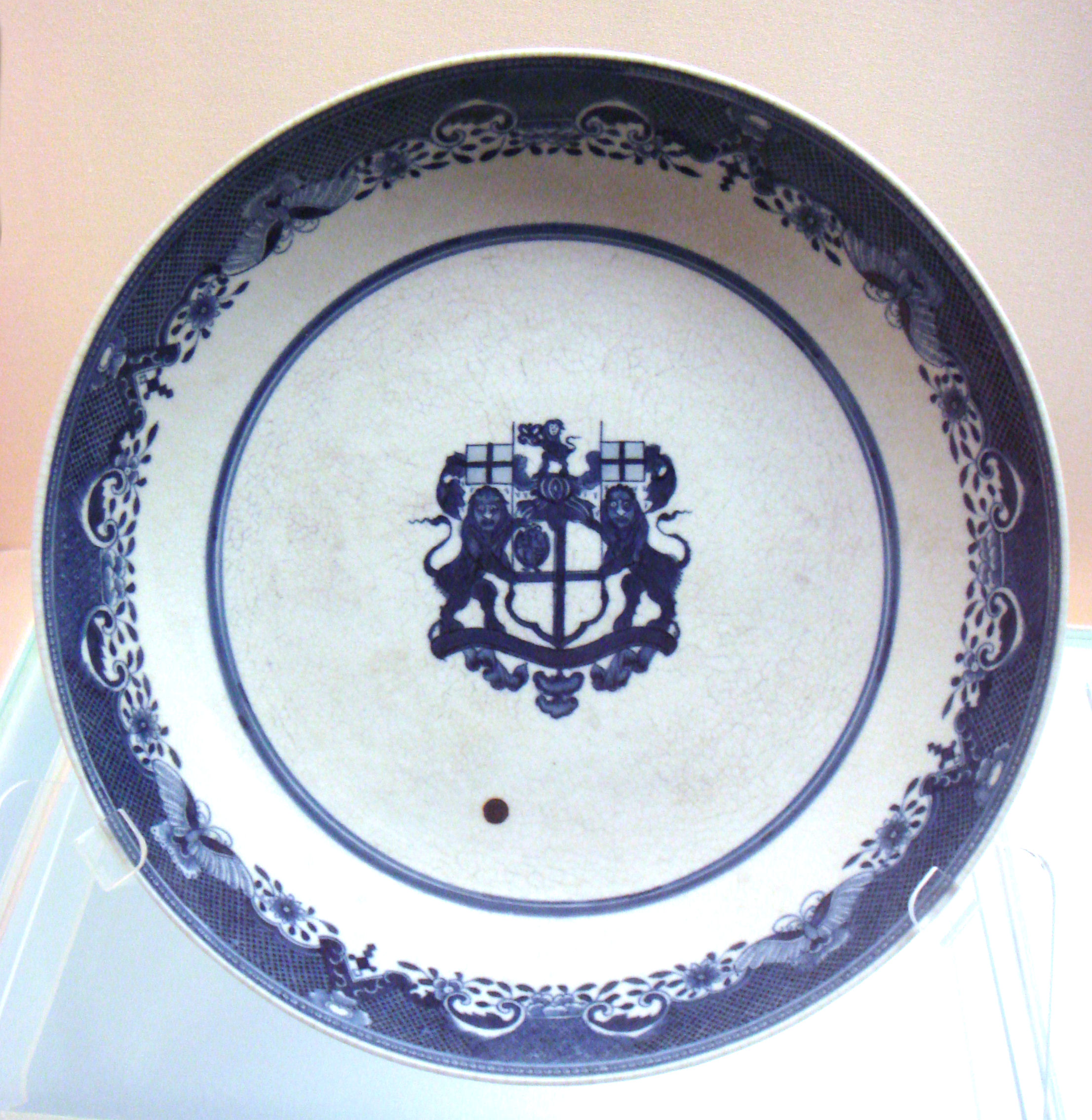
Цзиндэчжэнь, Империя Цин, император Цяньлун (1736-1795).
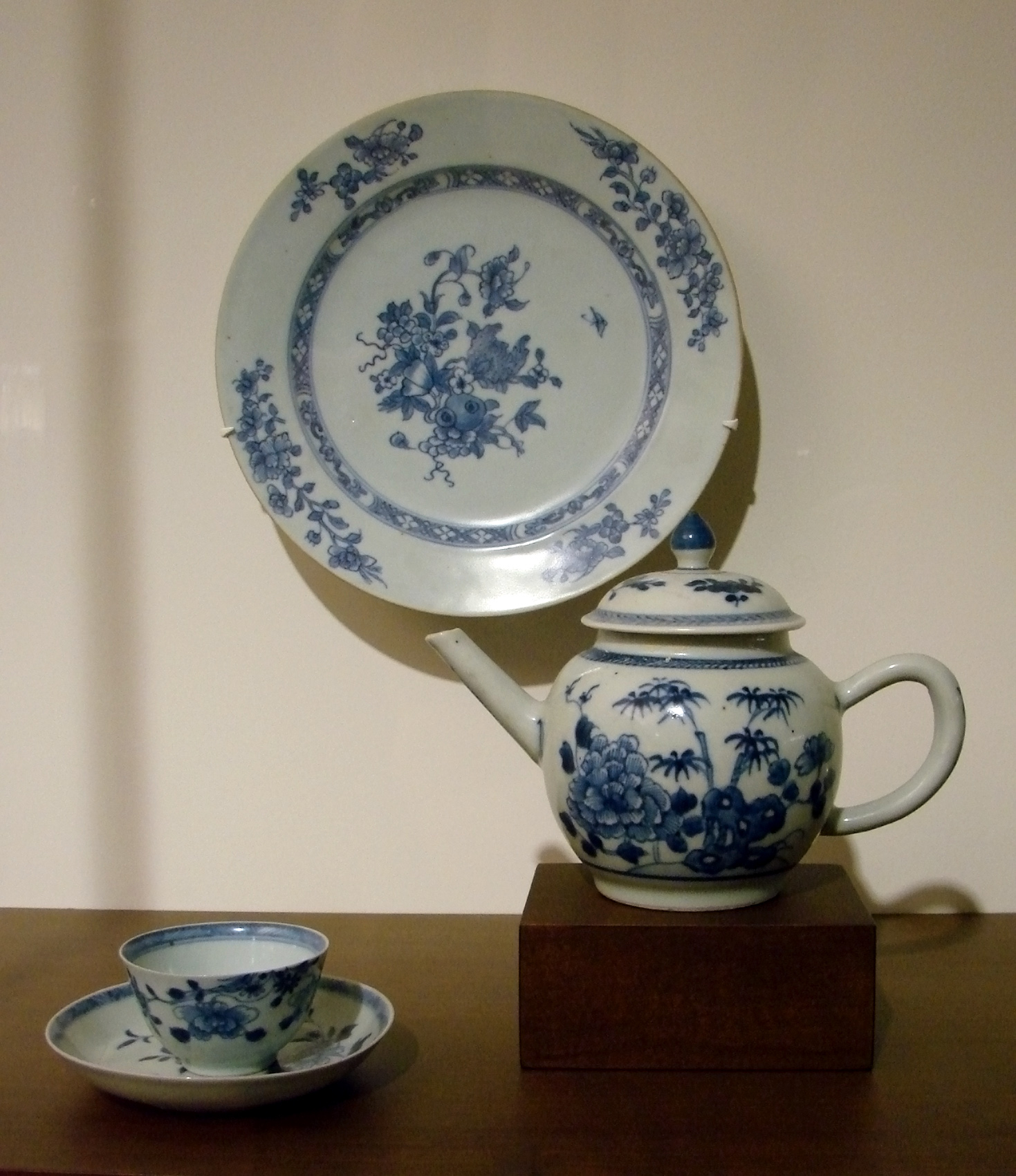
Китайская экспортная посуда (XVIII век).
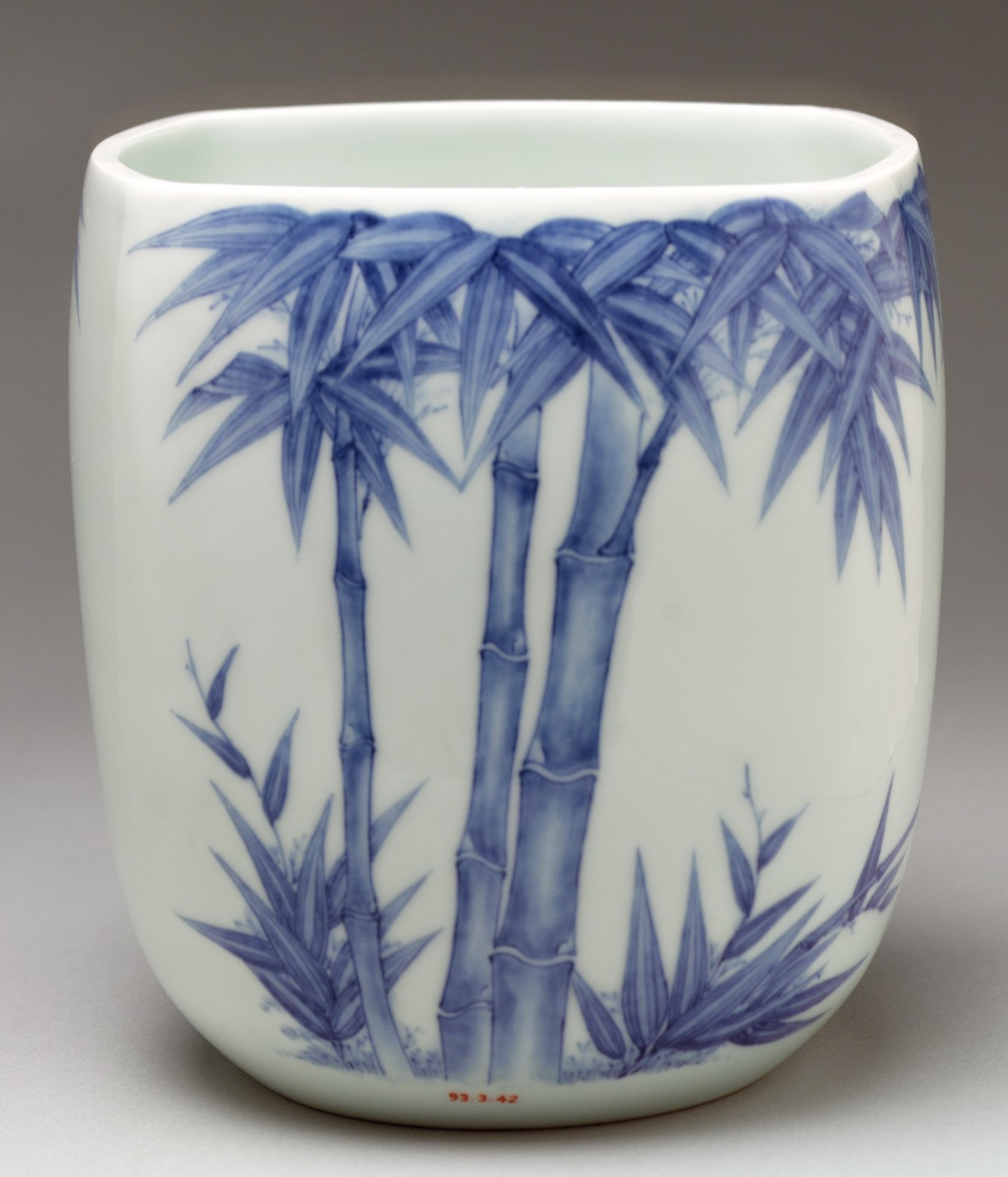
Японский чайная чаша хирадо с бамбуком, начало XVIII века
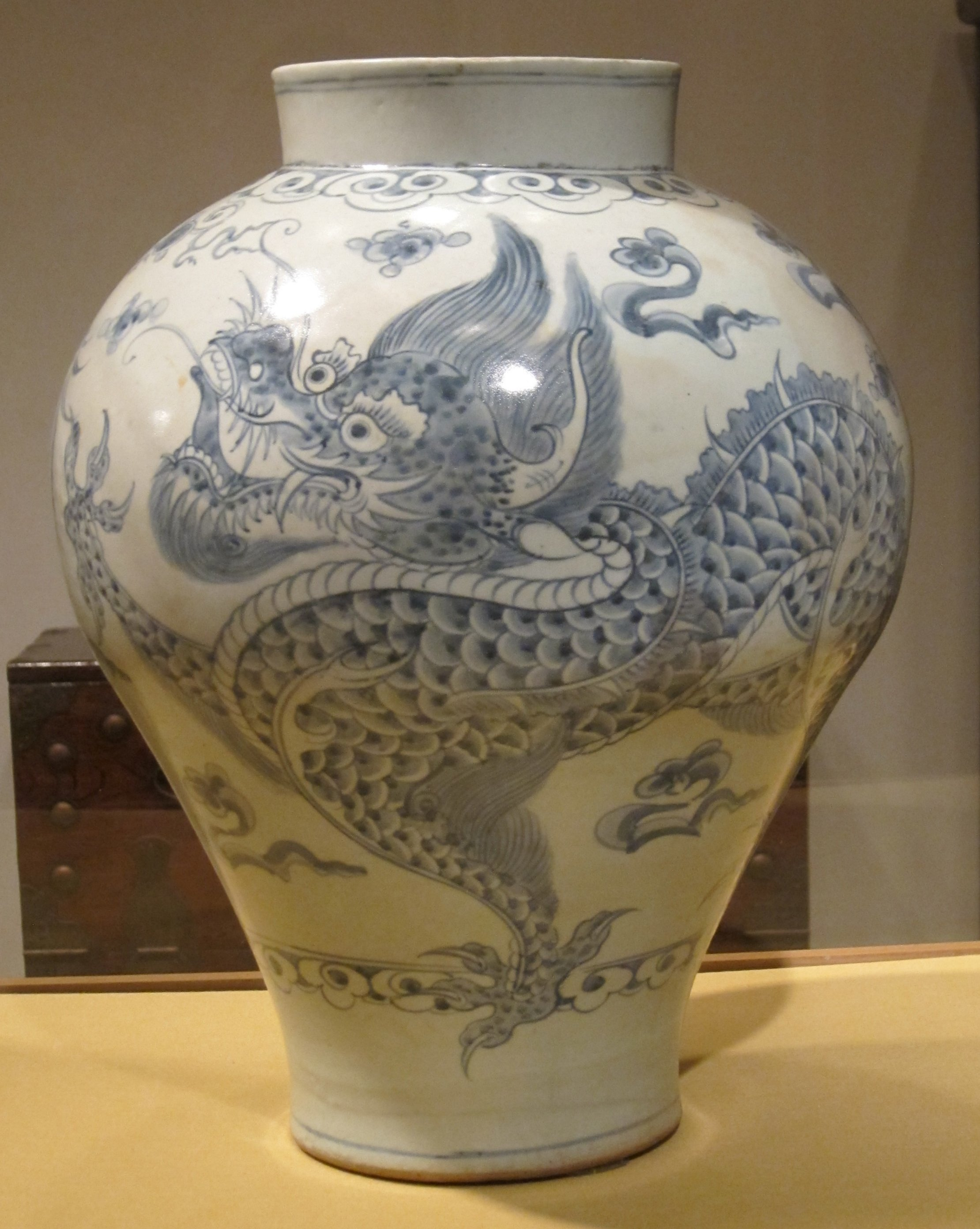
Корейский сосуд с драконом